# Vi Slås med Sværd
|  | Denne artikel er oprettet af botten Steenthbot ud fra en ekstern database. Den kan derfor have sproglige fejl eller mangler. Denne skabelon kan fjernes efter kontrol af indholdet. |

Vi Slås med Sværd er en dokumentarfilm fra 2020 instrueret af Malthe Wermuth Saxer.